# دانييلا دياز
دانييلا دياز هي لاعبة هوكي الجليد سويسرية، ولدت في 16 يونيو 1982 في بار في سويسرا.

## وصلات خارجية
- دانييلا دياز على موقع EliteProspects.com (الإنجليزية)
- دانييلا دياز على موقع Eurohockey.com (الإنجليزية)
- دانييلا دياز على موقع أوليمبيديا (الإنجليزية)